# Tanghin (Saaba)
Pour les articles homonymes, voir Tanghin.
Tanghin  est une localité située dans le département de Saaba de la province du Kadiogo dans la région Centre au Burkina Faso. En 2006, cette localité comptait 1 993 habitants dont 51,6 % de femmes.

## Santé et éducation
Tanghin accueille un centre de santé et de promotion sociale (CSPS) tandis que le centre médical d'importance le plus proche est le centre hospitalo-universitaire (CHU) du pays qui se trouve dans le quartier de Bogodogo à Ouagadougou.